# Куркулос-Ардитис, Стаматис
Стаматис Куркулос-Ардитис (греч. Σταμάτης Κούρκουλος-Αρδίτης; род. 7 июня 1998) — греческий шахматист, гроссмейстер (2023), популяризатор шахмат.
Чемпион Греции (2019, 2023, 2024), в 2018 году — серебряный, в 2021 году — бронзовый призёр, в 2015 году занял 4-е место.

## Биография
Начал играть в шахматы в возрасте 4—5 лет. Ему помогали родители, которые увлекались шахматами, позже с ним занимались Павлос Гесос и Христос Баникас. После того, как Стаматис пошёл в школу, родители записали его в шаматный клуб в Калифеи. Там Куркулос-Ардитис провёл почти 20 лет жизни. В 2023 году за успехи в шахматах получил награду от клуба, в котором занимался. Учился в Афинах на математика.
В 2008 году стал победителем чемпионата Греции до 10 лет, участвовал на юношеской олимпиде 2008. Участник юношеских чемпионатов мира (2011 и 2012) — оба раза выступал в старшей возрастной категории.
В 2019 году выиграл чемпионат Греции по решению шахматных задач.
Участник личного чемпионата Европы (2019) и чемпионата Европы по блицу и рапиду (2018).
Победитель опен-турниров в Палеохоре (2020) и Кавале (2022). Занял 8-е место на опене в Анойе.
Был лидером чемпионата Европы 2023. В итоге занял 4-е место (при стартовом 101-м) и квалифицировался на кубок мира 2023, также выполнил последнюю норму гроссмейстера. В 1-м раунде кубка мира проиграл Даниэлю Фридману.
В составе сборной Греции — участник командного чемпионата Европы 2021 и 2023. Дважды участвовал в Суперлиге в Румынии (2021 — в составе команды CS Universitatea de Vest Timisoara: 5-е командное, 1—3 места в личном зачёте; 2023 — в составе команды CS U.V.Timisoara: 4-е командное, 2—4 места в личном зачёте).
В 2024 году стал победителем шахматного фестиваля в Праге.